# 颜宣政
颜宣政（?—?），齐郡（郡治历城县，今山东省济南市）人，隋末民变山东起义领袖。
隋炀帝大业十一年（615年）正月初五戊戌日，齐郡人颜宣政聚众起义，后被武贲郎将高毗率军击败，掳男女数千人。当时齐郡下辖历城县、亭山县（今山东省济南市章丘区西南）、章丘县（今山东省济南市章丘区西北水寨镇）、淄川县（今山东省淄博市西南淄川区）、长山县（今山东省邹平县东长山镇）、祝阿县（今山东省禹城市西南）、临邑县（今山东省五台县）、临济县（今山东省济阳县西南三十里孙耿镇）、邹平县（今山东省邹平县东北）、高苑县（今山东省高青县东南高城镇）。